# لي جونغ هيون (سياسي)
لي جونغ هيون (هانغل: 이정현) هو سياسي كوري جنوبي، ولد في 1 سبتمبر 1958 في كوريا الجنوبية. حزبياً، نشط في حزب كوريا الحرية. وقد انتخب عضو الجمعية الوطنية الكورية الجنوبية ‏.